# El Villarejo de Argente
El Villar de Argente, El Villarejo de Argente o simplemente El Villarejo fue un despoblado medieval de la sesma del Campo de Visiedo situado en el actual término de Argente.
En el actual término de Argente se encuentra una ermita de Santa Quiteria, advocación que también tenía la iglesia de la antigua aldea. Por ello la mayoría de autores sitúan en la zona de la ermita la antigua localidad.

## Historia
En los libros de plegas de la comunidad se nombra al Villarejo junto con Camañas y Bueña. En los textos de parroquias de la arciprestazgo de Teruel más antiguas se le llama el Villar de Argent junto con Torrelacárcel, Argente y Visiedo, y más tarde Villarejo de Argent. Según dichos textos pagaba diezmos a la iglesia de San Martín de Teruel.